# 北拉勒米河

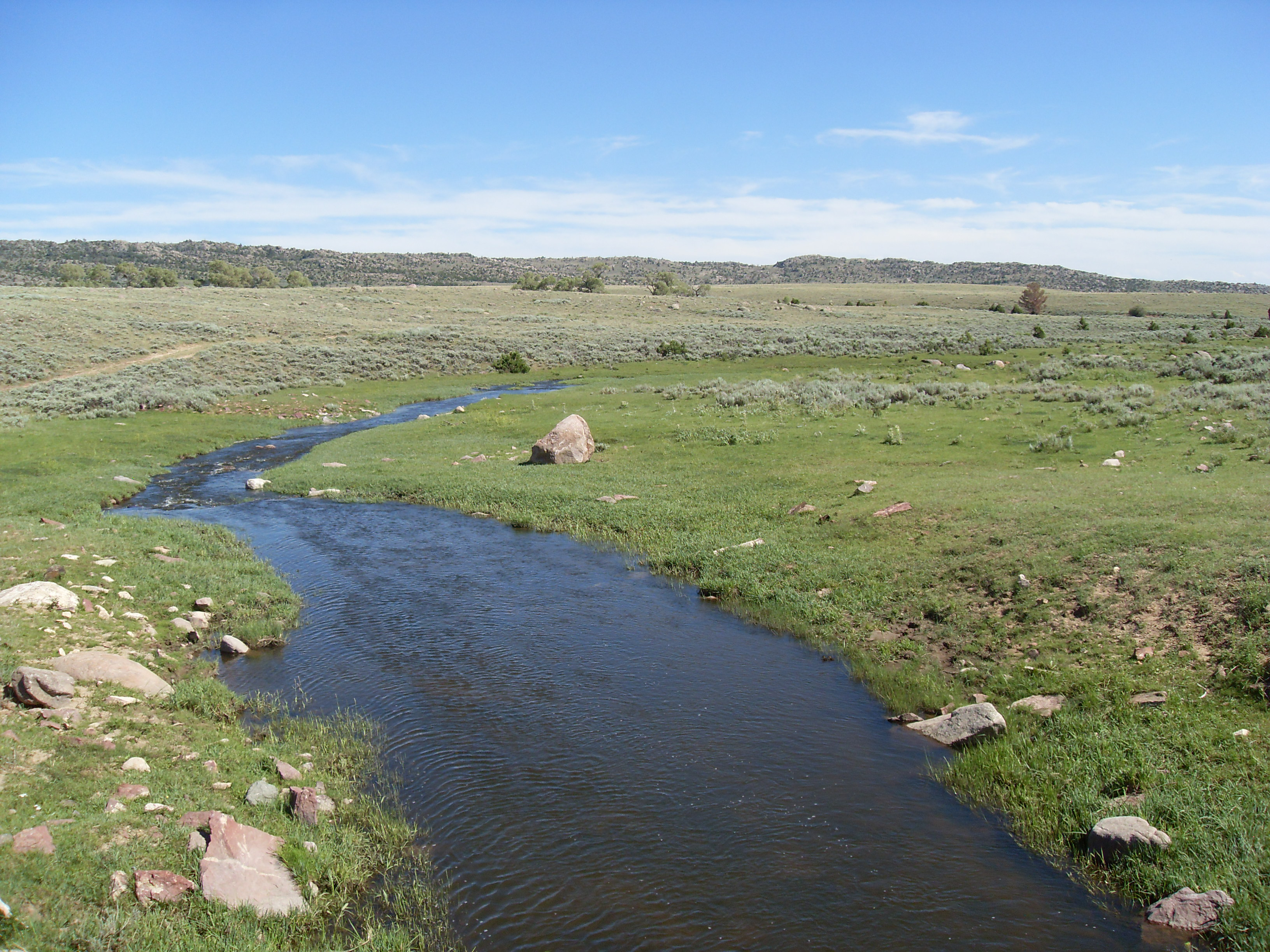
流经Medicine Bow National Forest的北拉勒米河

北拉勒米河（英語：North Laramie River）是拉勒米河的一条支流，长约139.0千米，位于美国怀俄明州的东南部。